# Очень опасная штучка
«Очень опасная штучка» (в оригинальном переводе «Она делает это за деньги», англ. One for the Money) — американский кинофильм 2012 года режиссёра Джули Энн Робинсон по одноимённому роману Джанет Иванович с Кэтрин Хайгл в главной роли. Премьера фильма состоялась 26 января 2012 года.
Картина провалилась в прокате собрав всего 29 млн $, когда бюджет фильма составлял 40 млн $.

## Сюжет
Стефани Плам, оставшись без работы и средств к существованию, решает стать «охотником за головами». Её цель − Джо Морелли, бывший полицейский, разыскиваемый за убийство, который вдобавок соблазнил её в средней школе.
Экранизация первого романа Джанэт Иванович из серии про охотницу за головами Стефани Плам.

## В ролях
- Кэтрин Хайгл — Стефани Плам
- Джейсон О’Мара — Джо Морелли
- Шерри Шеперд — Лула
- Дебби Рейнольдс — бабушка Мазур
- Дэниэл Санжата — Рикардо Карлос Маносо
- Патрик Фишлер — Винни Плам
- Джон Легуизамо — Джимми Альфа
- Ана Ридер — Конни Россоли
- Гэвин-Кит Аме — Бенито Рамирес
- Райан Мишель Бейт — Джеки
- Нэйт Муни — Эдди Газарра
- Дебра Монк — миссис Плам
- Луи Мастилло — мистер Плам
- Энни Пэррис — Мэри Лу
- Фишер Стивенс — Морти Бейерс